# Кьонигсбрюк
Кьонигсбрюк (на немски: Königsbrück; на горнолужишки: Kinspork) е град в Германия, разположен в окръг Бауцен, провинция Саксония. Към 31 декември 2011 година населението на града е 4414 души.